# Broken English (album)
Broken English è un album registrato in studio della cantante inglese Marianne Faithfull, pubblicato nell'ottobre 1979.
L'album ha segnato un grande ritorno per Faithfull dopo anni di inattività a causa di abuso di droga, vita sregolata senza fissa dimora e anoressia. L'opera è spesso considerata la sua "registrazione definitiva" e Faithfull stessa l'ha descritta come il suo "capolavoro". Broken English è stata la prima uscita importante di Faithfull dopo il suo album Love in a Mist del 1967, dopo aver terminato la relazione con Mick Jagger nel 1970 e aver perso la custodia del figlio.
L'album è stato registrato ai Matrix Studios di Londra. Faithfull ha collaborato con il produttore Mark Miller Mundy con il quale ha registrato tutte le canzoni per l'album. Dopo aver registrato l'intero album, ha suggerito di rendere la musica "più moderna ed elettronica" e ha portato Steve Winwood alla tastiera. Musicalmente, Broken English è un nuovo rock new wave con elementi di altri generi, come punk, blues e reggae.
L'album ha ricevuto consensi dalla critica. Raggiunse il picco al numero 82 della Billboard 200, diventando il suo primo album in classifica negli Stati Uniti da Go Away from My World (1965) e dando a Faithfull una nomination per il Grammy Award come "migliore performance vocale femminile rock". Ha raggiunto il numero 57 nel Regno Unito ed è entrato tra i primi cinque in Germania, Francia e Nuova Zelanda. Broken English è stato certificato platino in Germania e Francia e ha venduto oltre un milione di copie in tutto il mondo. Dall'album sono stati pubblicati due singoli, con The Ballad of Lucy Jordan, 48° nella UK Singles Chart. L'album è stato incluso nell'elenco della rivista NME di "500 Greatest Albums of All Time" e nel libro "1001 Album You Must Hear Before You Die".

## Tracce
1. Broken English (Marianne Faithfull, Barry Reynolds, Joe Mavety, Steve York, Terry Stannard) – 4:35
2. Witches' Song (Faithfull, Reynolds, Mavety, York, Stannard) – 4:43
3. Brain Drain (Ben Brierley, Tim Hardin) – 4:13
4. Guilt (Barry Reynolds) – 5:05
5. The Ballad of Lucy Jordan (Shel Silverstein) – 4:09
6. What's the Hurry (Joe Mavety) – 3:05
7. Working Class Hero (John Lennon) – 4:40
8. Why'd Ya Do It? (Heathcote Williams, Reynolds, Mavety, York, Stannard, Faithfull) – 6:45